# Joan Carles Sánchez Salinas
Joan Carles Sánchez Salinas (Sabadell, 19 de maig de 1971) és un polític català, militant del Partit dels Socialistes de Catalunya (PSC), que va ser alcalde de Sabadell del 5 de març del 2013 fins al 13 de juny del 2015. Actualment és el president dels Castellers de Sabadell.

## Biografia
Llicenciat en Ciències de la Comunicació per la Universitat Autònoma de Barcelona (UAB), és regidor de l'Ajuntament de Sabadell des del 1996.
Amb l'entrada del Partit dels Socialistes de Catalunya (PSC) a l'Ajuntament de Sabadell, encapçalat per Manuel Bustos, va ocupar el càrrec de tinent d'alcalde de Via Pública i Manteniments i regidor de la Policia Municipal entre el 1999 i el 2003. També va ser tinent d'alcalde de l'Àrea d'Urbanisme entre el 2003 i el 2011. Després de les eleccions municipals del juny del 2011, va exercir de tinent d'alcalde de l'Àrea de Presidència i Serveis a les Persones i regidor de Cultura i, des del 4 de desembre de 2012 i fins al 6 de febrer de 2013, va ocupar l'alcaldia accidental.
També ha estat president del Consorci per a la Gestió de Residus del Vallès Occidental des que es va constituir, l'any 2001. Pel que fa a les responsabilitats dins del Partit dels Socialistes de Catalunya, ha estat portaveu del grup municipal socialista entre els anys 2003 i 2011 i secretari d'Acció Política de la Federació Vallès Occidental Sud del PSC.

## Vida personal
Joan Carles Sánchez està casat amb Olga Jiménez, amb qui ha tingut dues filles, i viu al barri de l'Eixample de Sabadell. La seva dona és ex-regidora de l'Entesa per Sabadell, cap de l'Oficina de Nova Ciutadania de Sabadell i especialista en immigració. El seu sogre participa habitualment de les accions del col·lectiu de Iaioflautes Sabadell i té una germana que treballa a l'Hospital Parc Taulí. Des del 2012 és membre dels Castellers de Sabadell, entitat en què les seves dues filles també formen part, i des de gener de 2018 n'és el seu president.